# Sandra Elkasević
Sandra Elkasević, z d. Perković (ur. 21 czerwca 1990 w Zagrzebiu) – chorwacka lekkoatletka specjalizująca się w rzucie dyskiem.

## Życiorys
Międzynarodową karierę zaczynała od nieudanego startu w mistrzostwach świata juniorów w Pekinie (2006). W kolejnym sezonie zdobyła dwa srebrne medale stając na podium mistrzostw świata juniorów młodszych oraz mistrzostw Europy juniorów. Podczas kolejnej edycji juniorskich mistrzostw globu, w roku 2008 w Bydgoszczy, sięgnęła po brązowy medal. Mistrzyni Europy juniorek (2009) zajęła 9. miejsce na mistrzostwach świata. W sezonie 2010 najpierw wygrała rywalizację młodzieżowców podczas zimowego pucharu Europy w rzutach lekkoatletycznych, później odniosła tryumf w II lidze drużynowego czempionatu Starego Kontynentu by w końcu wywalczyć złoty medal mistrzostw Europy w Barcelonie. W 2012 ponownie została mistrzynią Europy oraz zdobyła złoty medal igrzysk olimpijskich. Zwyciężczyni łącznej punktacji Diamentowej Ligi 2012 i 2013 w rzucie dyskiem.
Okazjonalnie startuje także w pchnięciu kulą. W tej konkurencji odpadła w eliminacjach mistrzostw świata juniorów młodszych (2007) oraz mistrzostw świata juniorów (2008). W 2009 roku była piąta w kuli na mistrzostwach Europy juniorów, a rok później z wynikiem 15,57 wygrała II ligę drużynowych mistrzostw Europy. W 2010 została wybrana wschodzącą gwiazdą europejskiej lekkoatletyki (European Athletics Rising Star) w plebiscycie European Athletics.
Testy antydopingowe przeprowadzone u Perković wiosną 2011 podczas mityngów Diamentowej Ligi – Shanghai Golden Grand Prix i Golden Gala wykazały obecność niedozwolonego środka stymulującego – metylohexanaminy. Na zawodniczkę nałożono karę sześciomiesięcznej dyskwalifikacji. Anulowano także m.in. najlepszy w dotychczasowej karierze wynik Perković – 69,99 (4 czerwca 2011, Varaždin).
Na koniec roku 2012 zajęła czwarte miejsce w plebiscycie na europejską lekkoatletkę roku organizowanym przez European Athletics.
Ma w dorobku liczne medale mistrzostw Chorwacji w rzucie dyskiem i pchnięciu kulą – stawała na podium krajowego czempionatu w różnych kategoriach wiekowych.
Wielokrotna rekordzistka Chorwacji w kategorii juniorów, młodzieżowców oraz seniorów tak w rzucie dyskiem, jak i pchnięciu kulą.

## Rekordy życiowe
- Rzut dyskiem – 71,41 (18 lipca 2017, Bellinzona), rekord Chorwacji
- Pchnięcie kulą (stadion) – 16,40 (26 lutego 2011, Split) były rekord Chorwacji seniorów
- Pchnięcie kulą (hala) – 16,99 (19 lutego 2011, Rijeka) były halowy rekord Chorwacji seniorów[12]

## Osiągnięcia
| Rok  | Impreza                                  | Miejsce        | Pozycja           | Wynik |
| ---- | ---------------------------------------- | -------------- | ----------------- | ----- |
| 2006 | Mistrzostwa świata juniorów              | Pekin          | el. – 20. miejsce | 44,11 |
| 2007 | Mistrzostwa Europy juniorów              | Hengelo        | 2. miejsce        | 55,42 |
| 2007 | Mistrzostwa świata juniorów młodszych    | Ostrawa        | 2. miejsce        | 51,25 |
| 2008 | Zimowy puchar Europy w rzutach           | Split          | 7. miejsce        | 47,25 |
| 2008 | Mistrzostwa świata juniorów              | Bydgoszcz      | 3. miejsce        | 54,24 |
| 2009 | Mistrzostwa Europy juniorów              | Nowy Sad       | 1. miejsce        | 62,44 |
| 2009 | Mistrzostwa świata                       | Berlin         | 9. miejsce        | 60,77 |
| 2009 | Światowy finał lekkoatletyczny IAAF      | Saloniki       | 8. miejsce        | 54,87 |
| 2010 | Zimowy puchar Europy w rzutach           | Arles          | 1. miejsce        | 61,93 |
| 2010 | II liga drużynowych mistrzostw Europy    | Belgrad        | 1. miejsce        | 64,67 |
| 2010 | Mistrzostwa Europy                       | Barcelona      | 1. miejsce        | 63,42 |
| 2010 | Puchar interkontynentalny                | Split          | 2. miejsce        | 63,29 |
| 2012 | Zimowy puchar Europy w rzutach           | Bar            | 1. miejsce U23    | 67,19 |
| 2012 | Mistrzostwa Europy                       | Helsinki       | 1. miejsce        | 67,62 |
| 2012 | Igrzyska olimpijskie                     | Londyn         | 1. miejsce        | 69,11 |
| 2013 | Igrzyska śródziemnomorskie               | Mersin         | 1. miejsce        | 66,21 |
| 2013 | Mistrzostwa świata                       | Moskwa         | 1. miejsce        | 67,99 |
| 2014 | Mistrzostwa Europy                       | Zurych         | 1. miejsce        | 71,08 |
| 2014 | Puchar interkontynentalny                | Marrakesz      | 3. miejsce        | 62,08 |
| 2015 | Mistrzostwa świata                       | Pekin          | 2. miejsce        | 67,39 |
| 2016 | Mistrzostwa Europy                       | Amsterdam      | 1. miejsce        | 69,97 |
| 2016 | Igrzyska olimpijskie                     | Rio de Janeiro | 1. miejsce        | 69,21 |
| 2017 | Mistrzostwa świata                       | Londyn         | 1. miejsce        | 70,31 |
| 2018 | Igrzyska śródziemnomorskie               | Tarragona      | 1. miejsce        | 66,46 |
| 2018 | Mistrzostwa Europy                       | Berlin         | 1. miejsce        | 67,62 |
| 2018 | Puchar interkontynentalny                | Ostrawa        | 2. miejsce        | 68,44 |
| 2019 | II liga drużynowych mistrzostw Europy    | Varaždin       | 1. miejsce        | 68,58 |
| 2019 | Mistrzostwa świata                       | Doha           | 3. miejsce        | 66,72 |
| 2021 | Igrzyska olimpijskie                     | Tokio          | 4. miejsce        | 65,01 |
| 2022 | Mistrzostwa świata                       | Eugene         | 2. miejsce        | 68,45 |
| 2022 | Mistrzostwa Europy                       | Monachium      | 1. miejsce        | 67,95 |
| 2023 | Mistrzostwa świata                       | Budapeszt      | 5. miejsce        | 66,57 |
| 2024 | Mistrzostwa Europy                       | Rzym           | 1. miejsce        | 67,04 |
| 2024 | Igrzyska olimpijskie                     | Paryż          | 3. miejsce        | 67,51 |
| 2025 | II dywizja drużynowych mistrzostw Europy | Maribor        | 1. miejsce        | 65,03 |

## Życie prywatne
31 grudnia 2023 wyszła za mąż za swojego trenera Edisa Elkasevića.

## Odznaczenia
- Order Księcia Branimira (2016)[14]